# Prior Park

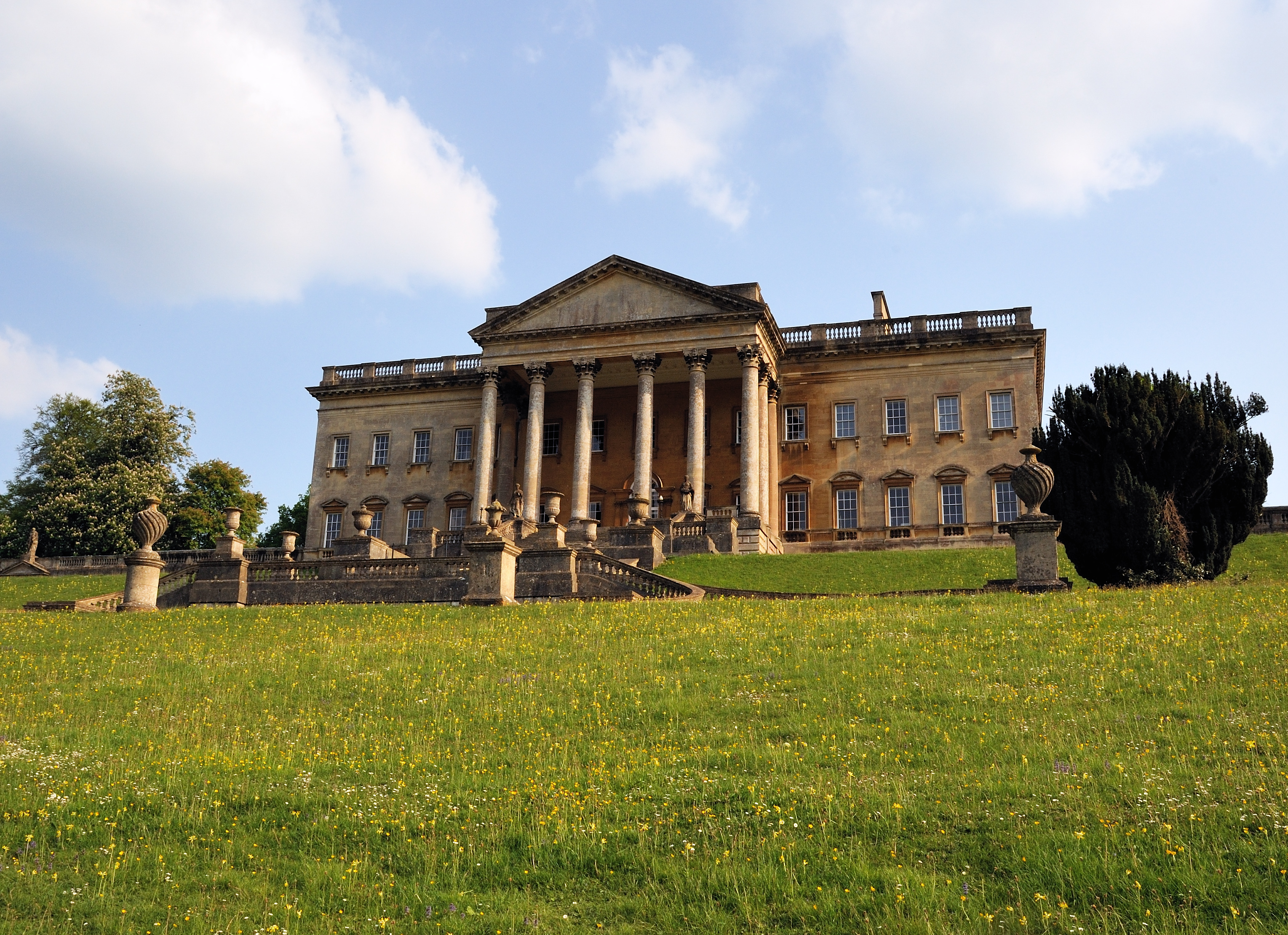
Gartenfassade des Herrenhauses

Prior Park ist ein Landhaus in der Unitary Authority Bath and North East Somerset in Großbritannien. Das südöstlich von Bath gelegene Anwesen wurde als Landsitz des Unternehmers Ralph Allen erbaut und ist mit seinem Landschaftsgarten als Kulturdenkmal der Kategorie Grade I klassifiziert.

## Geschichte
Prior Park wurde ursprünglich als Hirschpark der Bischöfe von Bath und Wells Ende des 11. Jahrhunderts angelegt. Die westliche Hälfte des Parks wurde im 13. Jahrhundert dem Prior der Abtei von Bath überlassen. Die Priore legten am nördlichen Ende des Parks einen Gutshof an, der später zum Landsitz ausgebaut wurde. Als Folge des Niedergangs der Tuchmacherei im 15. und 16. in Bath war um 1530 die Einfriedung des Hirschparks verfallen und der Park ohne Hirsche, wie John Leland um 1530 feststellte. Die Abtei wurde 1539 aufgelöst, das Gelände des Hirschparks zwischen verschiedenen Besitzern aufgeteilt und fortan landwirtschaftlich genutzt.
1726 erwarb der Postmeister und Steinbruchbesitzer Ralph Allen das Land zwischen Widcombe und Combe Down und baute eine Schienenbahn zum Transport der Steine von den Steinbrüchen am Combe Down zur Verladestelle am Avon. 1728 erwarb er auch das Gelände des früheren Prior Parks und beauftragte John Wood den Älteren, Entwürfe für einen neuen Landsitz zu erstellen. Der neue Landsitz sollte ein sichtbarer Beweis für seinen Wohlstand, aber auch ein Zeichen für die Qualität des von Allen in ganz Großbritannien vertriebenen Bath Stone werden. Das neue Herrenhaus wurde von 1735 bis 1748 nach den Plänen von Wood erbaut, nach 1740 übernahm Richard Jones, ein Angestellter von Allen, die Bauausführung.

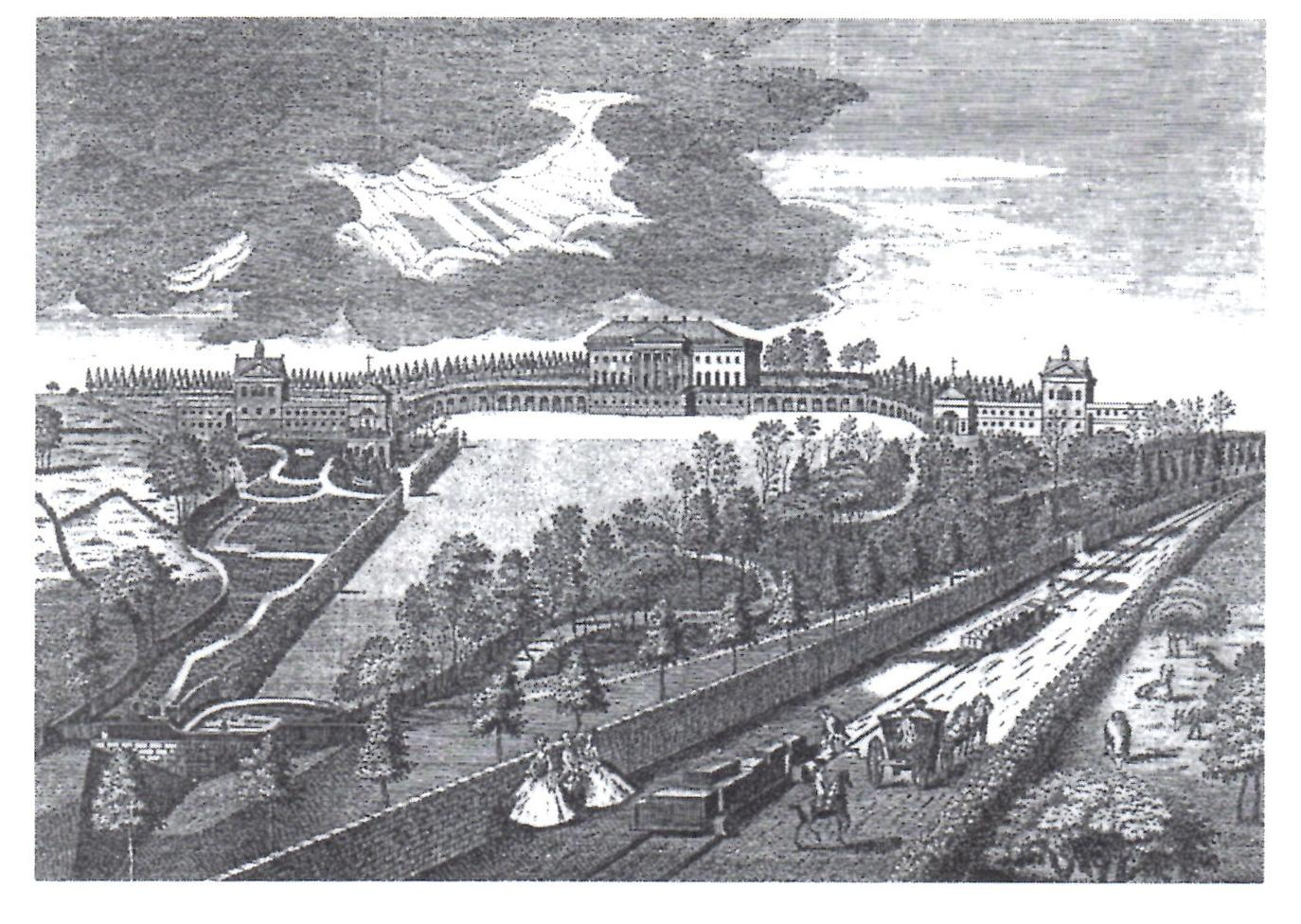
Prior Park um 1750, im Vordergrund Allens Schienenbahn. Kupferstich von Antony Walker

Bereits ab 1734 ließ Allen unterhalb des Hauses einen formal angelegten Garten anlegen, bei der Anlage wurde er ab 1737 vom Dichter Alexander Pope beraten, der häufig bei Allen zu Gast war. Ab 1744 wurde ein weniger formaler Garten im unteren Tal angelegt. Ab 1760 war Lancelot Brown, der in der Region mit der Anlage der Parks von Longleat und Bowood House beschäftigt war, beratend für Allen tätig. Vermutlich auf Browns Empfehlungen wurden die formale Anlage des Gartens wieder beseitigt und der Garten in einen klassischen englischen Landschaftsgarten umgewandelt.
Nach Allens Tod 1764 wechselten Haus und Park mehrfach die Besitzer. 1829 erwarb der katholische Bischof für den Western District, Peter Baines, das Haus und richtete im Ostflügel ein Priesterseminar und im Westflügel eine katholische Jungenschule ein. Die beiden Seitenflügel wurden dafür wesentlich umgebaut, angrenzend an den Westflügel begann Baines 1844 nach Plänen von Joseph Scoles den Bau einer großen Basilika. Das Haupthaus wurde durch Henry Goodridge umgebaut und diente als Bischofsresidenz. Durch einen Brand wurde es jedoch 1836 schwer beschädigt. Beim Wiederaufbau wurden die Treppe und andere Teile der Inneneinrichtung des abgerissenen, unweit Bath gelegenen Hunstrete House verwendet.
Wegen Geldmangels mussten das Priesterseminar und die Schule 1856 geschlossen und der Bau der Basilika gestoppt werden. Der katholische Bischof von Clifton, William Clifford erwarb Prior Park 1867 und richtete dort wieder eine katholische Jungenschule ein. Ab 1872 erfolgt der Weiterbau der Basilika unter Leitung von Alexander Scoles, dem Sohn von Joseph Scoles. Die Basilika wurde 1882 nach vereinfachten Plänen fertiggestellt. 1904 wurde die Schule wieder geschlossen, im Ersten Weltkrieg beschlagnahmte die Armee die Gebäude. 1921 kauften die Christian Brothers das Gelände und gründeten 1924 ein katholisches Jungeninternat, das bis heute besteht. Ein Feuer zerstörte 1991 das Dach des Haupthauses, der Wiederaufbau erfolgte bis 1995. 1993 wurde der 11,3 ha große Landschaftsgarten dem National Trust übergeben. Das Haupthaus dient weiter als Privatschule und ist nicht zu besichtigen, der Garten ist seit 1996 zu besichtigen.

## Anlage
Prior Park liegt 1,5 km südöstlich von Bath auf dem Gipfel des Combe Down, einem in Ost-West-Richtung verlaufenden Höhenzug aus Kalkstein südlich von Bath.

### Haupthaus mit Seitenflügeln
Das mächtige Haupthaus im Stil des Palladianismus wurde nach einem Entwurf von John Wood dem Älteren von 1735 bis 1748 erbaut. Vorbild war ein Entwurf von Colen Campbell für Wandstead House in Essex. Die über 300 m lange Fassade besteht aus sorgfältig behauenen Quadern aus Bath Stone aus den Steinbrüchen von Ralph Allen. Das Haupthaus und die beiden Seitenflügel besitzen zwei Geschosse über einem Sockelgeschoss, das Haupthaus dazu eine Attika mit Brüstung. Mit den beiden winklig liegenden Seitenflügeln ist das Haupthaus durch viertelkreisförmige, ehemals die Stallungen enthaltende eingeschossige Arkadenbauten verbunden, die in Höhe des Sockelgeschosses liegen. Durch dieses verlängerte Sockelgeschoss wirkt der Hauptbau besonders mächtig. Zusätzlich werden die beiden Hauptfassaden des Haupthauses durch einen mächtigen Portikus mit korinthischen Säulen betont. Zum Garten sind die um 1834 angebauten Treppen vorgelagert. Das flache Walmdach aus Westmorland-Schiefer ist hinter der Brüstung verborgen.
Das Innere wurde bereits nach Allens Tod 1764 ausgeräumt. Durch den Brand von 1836 wurden weite Teile der verbliebenen Ausstattung zerstört, verschiedene Umbauten lassen heute nur noch Reste der Ausstattung erkennen. Erhalten ist die zweigeschossige Kapelle mit einer halbrunden Apsis und korinthischen Säulen am Ostende des Hauses.

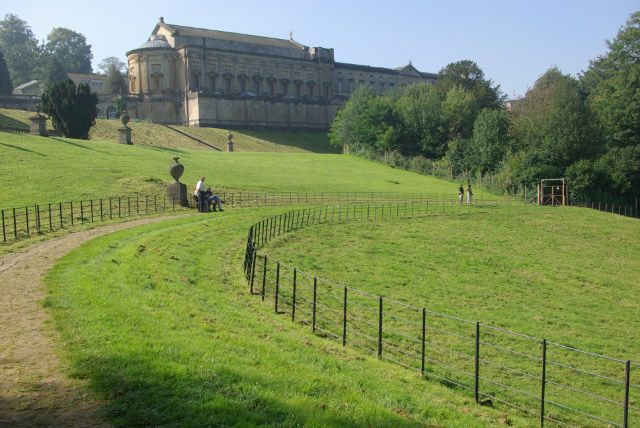
Westflügel mit Kirche St. Paul

Die ursprünglich zweigeschossigen Seitenflügel wurden mehrfach verändert. Der ab 1735 erbaute Westflügel wurde um 1830, als er als Jungenschule genutzt wurde, um zwei Stockwerke erhöht. Ab 1844 folgte der Anbau der katholischen Kirche St. Paul im Stil einer klassizistischen, tonnengewölbten Basilika. Wegen Geldmangels wurde der Bau der Kirche 1856 eingestellt. Ab 1872 wurde der Bau weitergeführt und 1882 in vereinfachter Form abgeschlossen. Der Ostflügel enthielt ursprünglich die Wirtschaftsräume für das Haupthaus und wurde ab 1830 für die Aufnahme des Priesterseminars um ein Stockwerk erhöht.

### Garten und Park
Nördlich des Haupthauses erstreckt sich der Garten in einem ausladenden, an den Seiten bewaldeten Tal bis zu den Teichen am Hügelfuß bei Widcombe. Durch das Tal ergibt sich ein freier Blick auf Bath. Ursprünglich war der Park 22 ha groß und umfasste auch einen Garten im Süden des Hauses, wo heute die Sportplätze der Schule liegen. Im Westen wird der Park durch den Ralph Allen Drive begrenzt, der ehemaligen Trasse der Schienenbahn und später der Zufahrtsweg zum Haupthaus, die östliche Grenze wird von Wäldern gebildet.
Den Landschaftsgarten Allens ließen die verschiedenen Besitzer nach seinem Tod nach und nach verwildern, so dass die Wiesen mit jungen Bäumen zuwuchsen, die Wege überwuchert wurden und die Bauten im Park verfielen. Nach der Übergabe an den National Trust untersuchten Experten den Garten archäologisch und erforschten seine Entstehung. Mit Hilfe von Freiwilligen wurden die Wege und Blickachsen wieder hergestellt, Fachfirmen restaurierten die Brücke und die Dämme am unteren See. Die Wiederherstellung ist noch nicht abgeschlossen, doch seit 1996 ist der Park zu besichtigen.

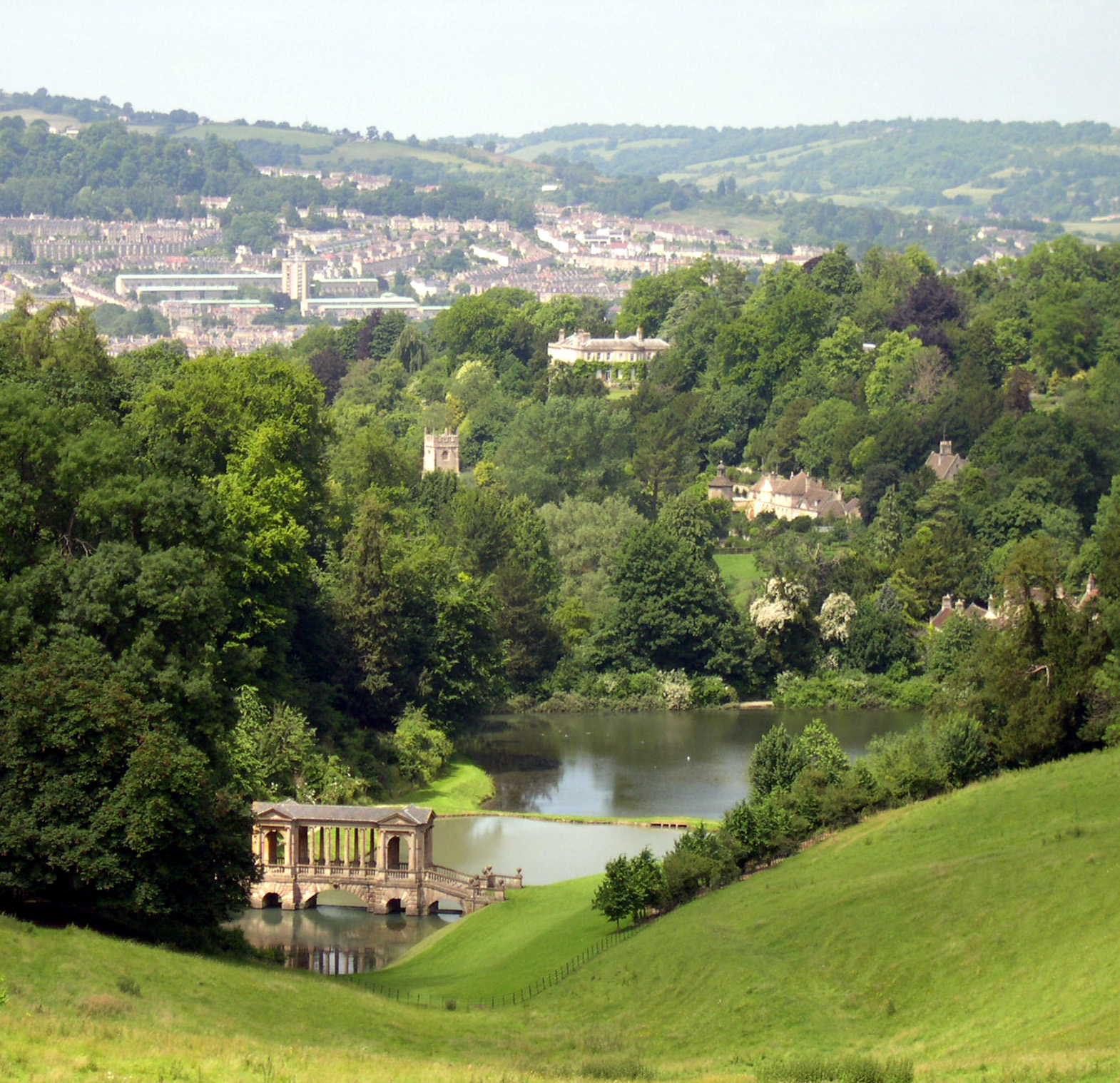
Blick vom Haupthaus über den Garten

Im oberen Tal liegt der sogenannte, 2003 restaurierte Wilderness Garden mit dem Serpentinensee, der um 1740 nach dem Vorbild von Popes Grotte bei Twickenham erbauten Grotte und einem Wasserfall. In der Grotte befindet sich das Grab von Miss Bounce, eines Hundes von Ralph Allen. Von Aussichtspunkten ergeben sich Panoramablicke auf Bath. Der um 1754 in der Wilderness erbaute Gotische Tempel soll demnächst wieder rekonstruiert werden.

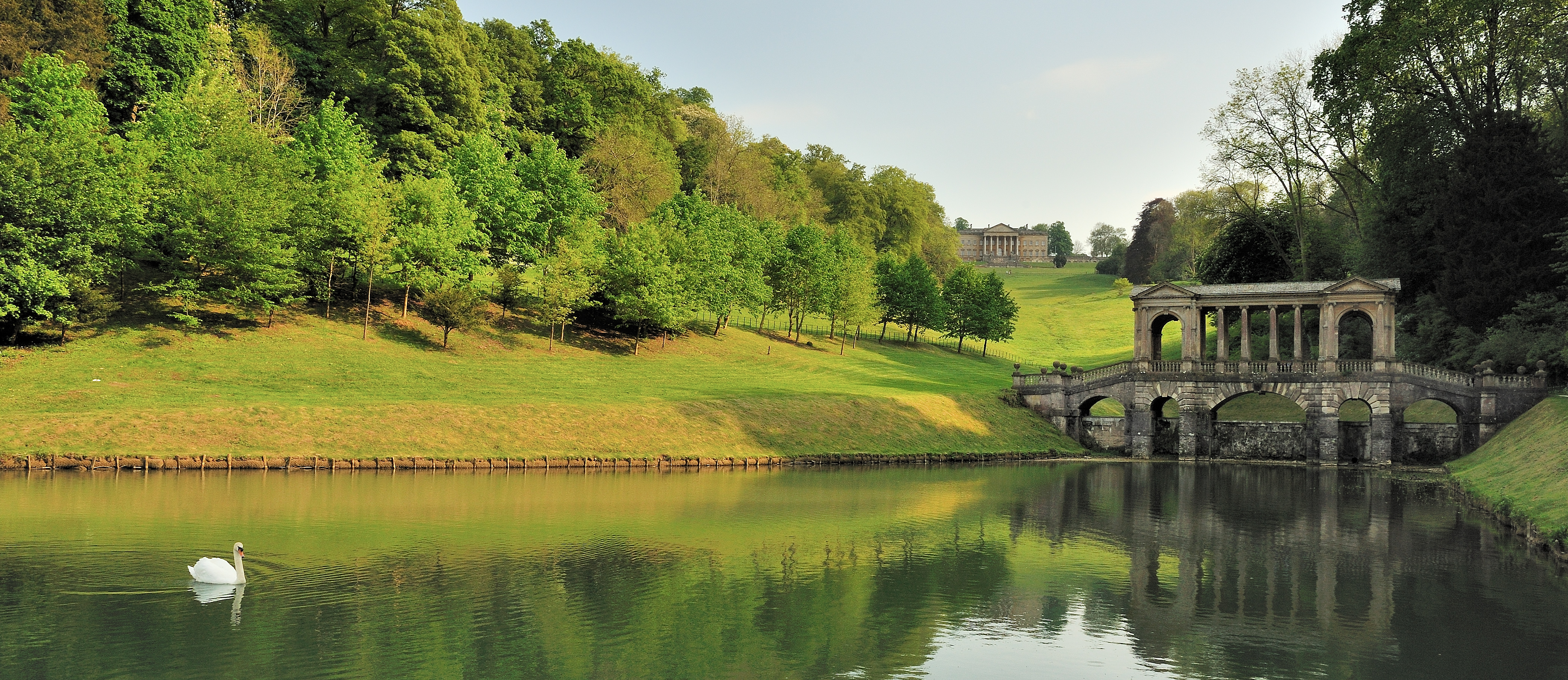
Blick von der Brücke zum Haupthaus

Die Seen im unteren Tal wurden ab 1744 angelegt. Heute sind es drei Seen, die durch eine Reihe von Dämmen verbunden sind. Zwischen dem oberen und mittleren See wurde 1755 eine Brücke im palladianischen Stil errichtet, die eine Kopie der Brücke im Park von Wilton House ist.
Die Seen, Wiesen und Wälder des Gartens sind Lebensraum für zahlreiche Tierarten, von Libellen über Schwäne bis zu Rehwild.

### Prior Park College
Prior Park College ist eine katholische Privatschule in Bath mit Internat. Die Schule nutzt die Gebäude des Anwesens und zahlreiche andere Gebäude, das Gelände der Schule umfasst insgesamt 23 ha. Die zuerst 1830 als Jungenschule gegründete Anstalt wird seit 1980 von einer Stiftung betrieben und ist seit 1982 auch koedukativ. Zurzeit besuchen etwa 580 Schüler die Schule, von denen etwa 48 % Mädchen sind